# Heliotropine
Heliotropine of piperonal is een organische verbinding met een zoete geur die doet denken aan vanille en amandel. In zuivere toestand zijn het kleurloze tot lichtgele kristallen, die slecht oplosbaar zijn in water.

## Voorkomen
Heliotropine is een stof die in sommige soorten planten, met name sassafras (Sassafras albidum) voorkomt. De naam is afkomstig van heliotroop, een geslacht van heesters als Heliotropium arborescens en Heliotropium peruvianum, die sterk naar de er in voorkomende heliotropine ruiken.

## Synthese
Uitgangsstof voor heliotropine in planten is safrol. Synthetisch wordt heliotropine ook uit safrol bereid. Deze stof wordt geïsomeriseerd naar isosafrol en vervolgens geoxideerd tot heliotropine.
Een oudere synthese is die uit piperine, een stof die in peper voorkomt. Hier is dan ook het synoniem piperonal van afkomstig. Bij deze synthese wordt piperine gehydrolyseerd, waarbij piperinezuur ontstaat. Dit piperinezuur wordt vervolgens geoxideerd tot piperonal met behulp van kaliumpermanganaat in een basisch milieu.

## Toepassingen
Heliotropine wordt soms als conserveermiddel gebruikt in cosmetica vanwege haar antibacteriële werking. Een nadeel hierbij is de kenmerkende geur, die de keuze van parfumering beperkt.
In parfum en andere geurcomposities wordt heliotropine gebruikt bij imitatie van vanille en oosterse parfumgeuren. Daarnaast ook bij witte bloemen parfums zoals muguet (lelietje-van-dalen) en kersengeur.
Het FEMA-nummer is 2911.
In levensmiddelaroma's wordt heliotropine ook gebruikt, met name in vanille- en kersenaroma's.
Heliotropine is verder een grondstof voor diverse organische verbindingen, waaronder synthetisch sesamol en drugs als MDA en MDMA. Om deze reden is de handel in heliotropine aan banden gelegd. Binnen de Europese Unie mag heliotropine alleen met een vergunning van overheidswege worden geproduceerd of verhandeld, zoals beschreven in Europese richtlijn 92/109/EEG. In Nederland valt heliotropine onder de Wet voorkoming misbruik chemicaliën.